# Sarigam INA
Sarigam INA là một thị xã và là một khu vực công nghiệp quy hoạch (industrial notified area) của quận Valsad thuộc bang Gujarat, Ấn Độ.

## Nhân khẩu
Theo điều tra dân số năm 2001 của Ấn Độ, Sarigam INA có dân số 472 người. Phái nam chiếm 63% tổng số dân và phái nữ chiếm 37%. Sarigam INA có tỷ lệ 60% biết đọc biết viết, cao hơn tỷ lệ trung bình toàn quốc là 59,5%: tỷ lệ cho phái nam là 70%, và tỷ lệ cho phái nữ là 42%. Tại Sarigam INA, 18% dân số nhỏ hơn 6 tuổi.